# Petrovská díra
Petrovská díra je jeskyně, vytvořená vodní erozí v levém svahu strže, zvané Petrovská jáma. Nachází se v přírodní rezervaci Petrovka na severním okraji Plzně.

## Petrovská díra
Základ strže byl vytvořen poklesem podél tektonického zlomu a následně dotvořen erozní činností Boleveckého potoka. Postupně se zahlubující vodoteč odhalila v méně odolných usazeninách polohy pevnějších pískovců a vymlela v nich různé výklenky, průduchy i jeskyně.
Přirozeně vzniklá Petrovská díra byla příležitostně využívaná jako provizorní přístřešek. Kvůli tomu došlo k jejímu umělému rozšíření a vyrovnání svažitého terénu v nejbližším okolí. Jeskyně byla vhodná jako úkryt také proto, že se nedaleko nacházel zdroj vody – Petrovský pramen, který je v současnosti vyschlý. Ještě v 80. letech 20. století sem však chodilo množství lidí pro vodu a pramen sledoval i Český hydrometeorologický ústav. Zánik pramene je nejčastěji spojován s odvodněním mokřiny nad Petrovskou jámou, přesné příčiny však nejsou známé. 
Jeskyni mohli využívat lidé pracující v lese jako dřevaři, smolaři, včelaři, uhlíři a podobně. V lidové tradici se však nejvíce rozšířilo povědomí o obydlení jeskyně tuláky a loupežníky. Často se tato loupežnická tradice spojuje s družinou loupeživého rytíře Jana Bavůrka ze Švamberka, který na počátku 16. století škodil v okolí Plzně. Tuláci v jeskyni přespávali ještě ve 30. létech 20. století. Četníci ji později zaházeli z důvodu ochrany veřejného pořádku. Během druhé světové války tu byl upraven protiletecký kryt pro obyvatele severní části Bolevce.
Název Petrovská díra je doložen již z roku 1714, přičemž jeho původ není znám. Může být odvozen od blíže neznámého majitele okolních pozemků se jménem Petr. Nejčastěji se však uvažuje o odrazu místní loupežnické tradice, spojené s bajkou z okolí Brém, „Zvířátka a Petrovští“.

## Malá Petrovská díra

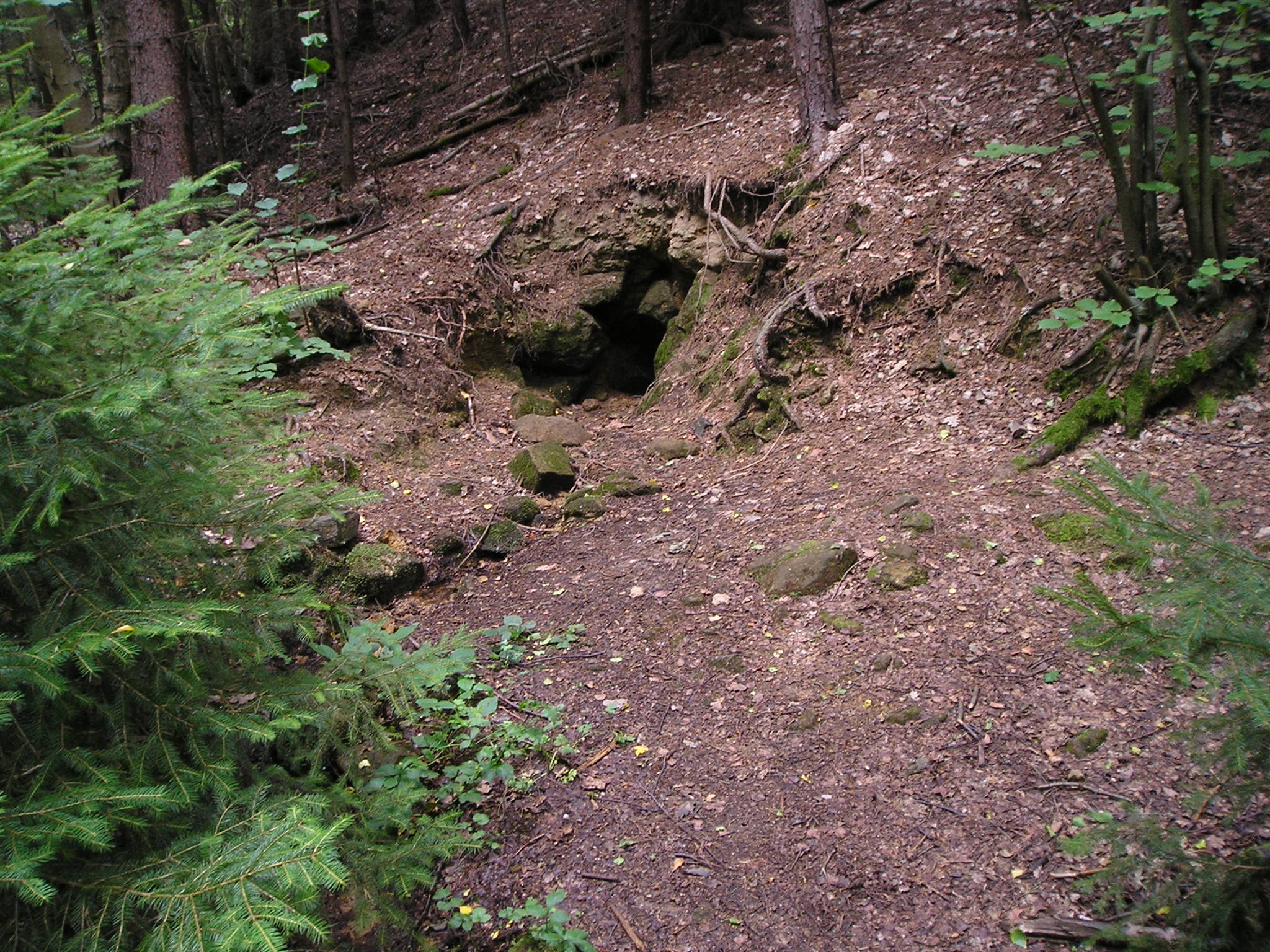
Malá Petrovská díra

Asi 200 m severozápadně od Petrovské díry se v Petrovské jámě nachází další dříve obydlená jeskyně – Malá Petrovská díra. Na rozdíl od Petrovské díry je tato dutina patrně pouze přírodního původu, bez dodatečných úprav člověkem. Vzhledem k menším rozměrům mohla být využívána spíše jako skladiště nebo záložní nouzová skrýš. Také tato jeskyně byla zasypána četníky.
Okolí jeskyní je opředeno několika pověstmi. Je zde prý vídán pes s ohnivým jazykem i jezdec na bílém koni, doprovázený pážetem se zvonečkem. Z Petrovské díry prý také vedly tajné podzemní chodby do hájovny Dostálky (kam loupežníci chodili prý krást mléko) a dokonce až na Radyni.